# Betula medwediewii
Betula medwediewii là một loài thực vật có hoa trong họ Betulaceae. Loài này được Regel mô tả khoa học đầu tiên năm 1887.

## Hình ảnh

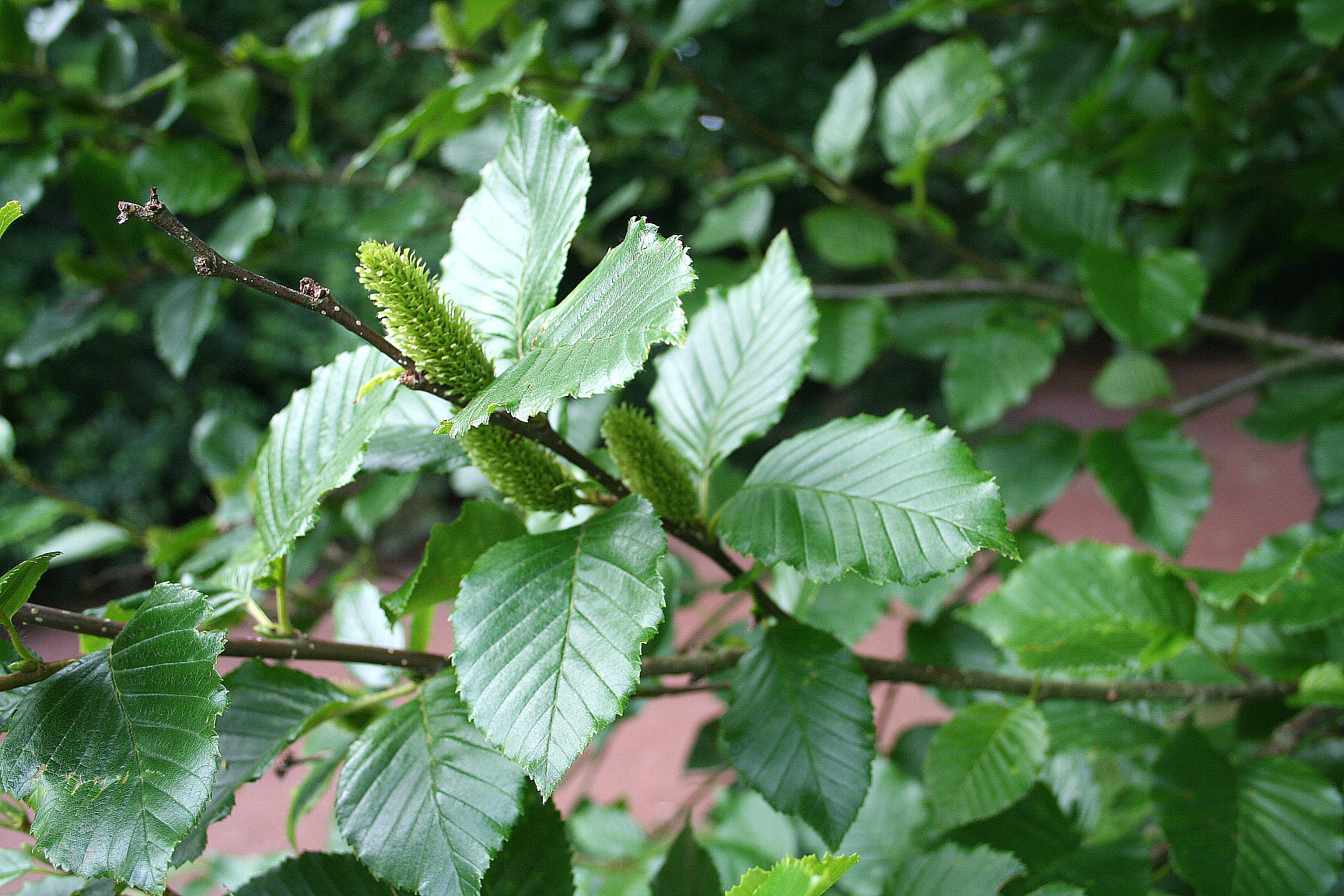
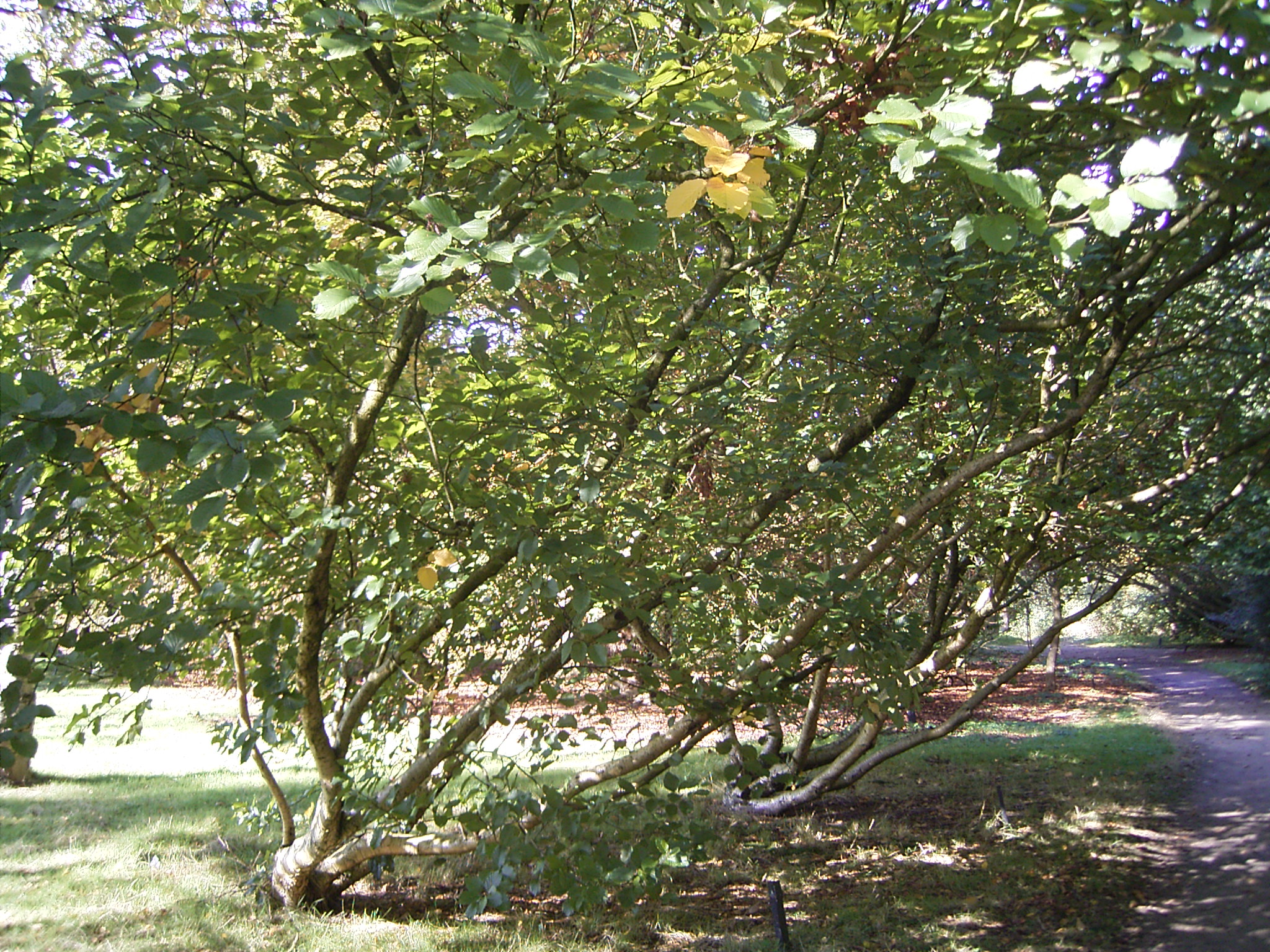
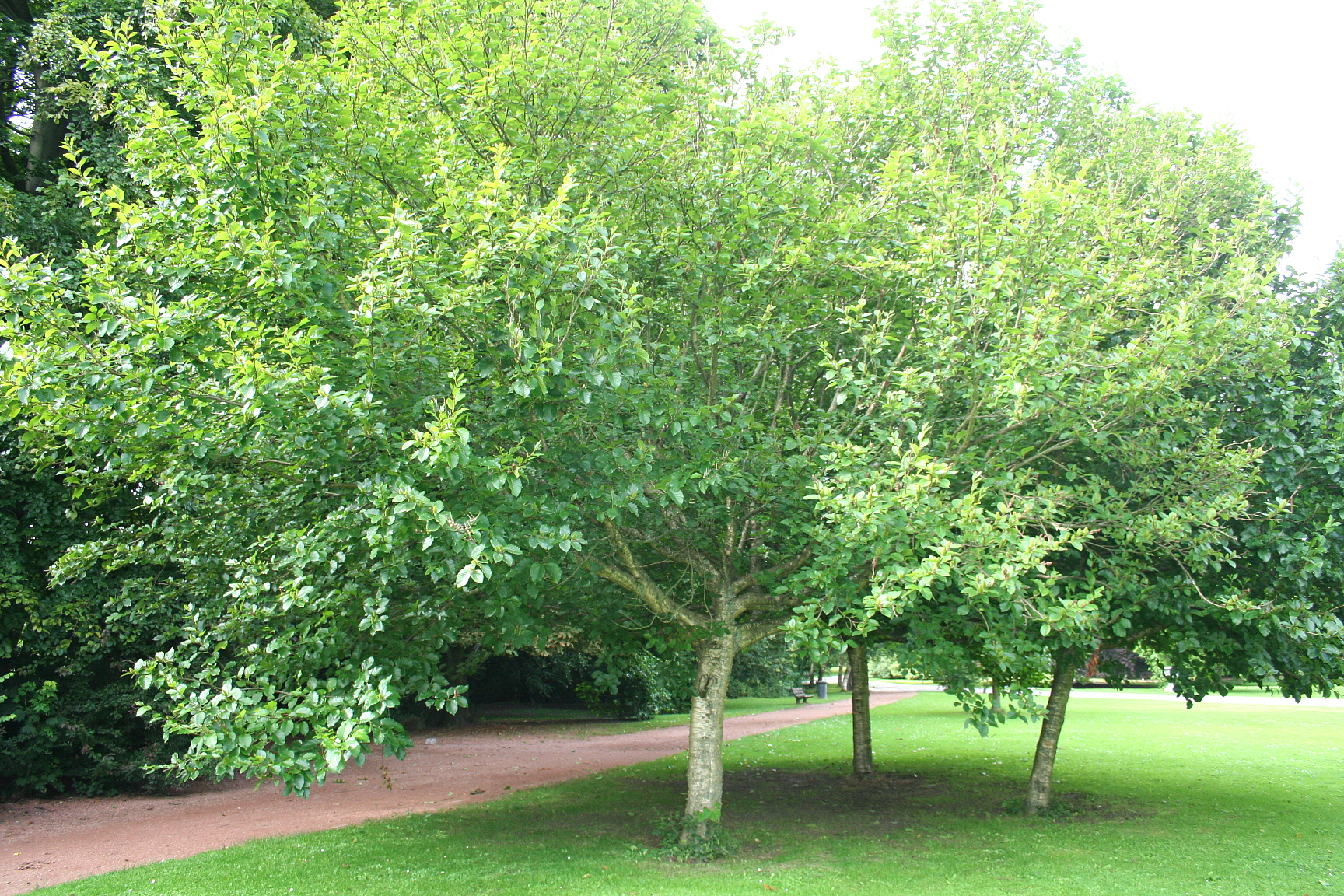
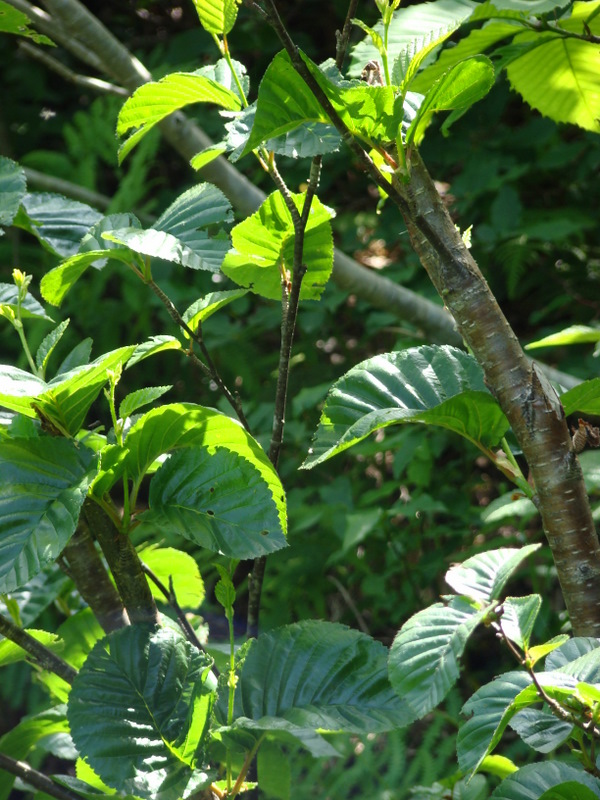